# Alexandros Rizos Rangavis
Aléxandros Rízos Rangavís, parfois francisé Alexandre Rizo(s) Rangabé (grec moderne : Ἀλέξανδρος Ῥίζος Ῥαγκαβής ; 27 décembre 1809 - 16 janvier 1892), est un homme de lettres grec, poète et homme d'État.

## Biographie
Il est né à Constantinople dans une famille grecque phanariote. Il fait ses études à Odessa et à l'école militaire de Munich. Après avoir servi comme officier d'artillerie dans l'armée bavaroise, il retourne en Grèce, où il occupe plusieurs hautes fonctions éducatives et administratives. Il devient par la suite ambassadeur à Washington, DC (1867), Paris (1868) et Berlin (1874-1886), et est l'un des plénipotentiaires grecs au Congrès de Berlin en 1878.

## Carrière littéraire
Il est le principal représentant d'une école d'hommes de lettres, connue sous le nom de première école athénienne, dont l'objet est de restaurer autant que possible l'ancienne langue classique. Il est également membre fondateur de la Société archéologique d'Athènes.
Parmi ses divers ouvrages, Hellenic Antiquities (1842–1855, d'une grande valeur épigraphique), Archaeologia (1865–1866), un Lexique archéologique illustré (1888–1891) et la première Histoire de la littérature grecque moderne (1877). Il écrit aussi les pièces dramatiques suivantes : Les Noces de Koutroulis (comédie), Dukas (tragédie), Les Trente Tyrans, La Veille (de la révolution grecque) ; les romans, Le Prince de Morée, Leïla et Le Notaire d'Argostoli ; et des parties traduites de Dante, Schiller, Lessing, Goethe et Shakespeare.
Après son rappel, il vit à Athènes, où il meurt le 16 janvier 1892. Il épouse Caroline, la fille de James Skene de Rubislaw, près d'Aberdeen.
Une édition complète de ses œuvres philologiques en dix-neuf volumes est publiée à Athènes (1874–1890) et ses Mémoires paraissent à titre posthume en 1894–1895.